# Piotr Bednarczyk (oficer)
Piotr Bednarczyk  (ur. 3 stycznia 1964 w Rabce) – pułkownik dyplomowany Sił Zbrojnych RP, inżynier-mechanik.

## Życiorys
Ukończył Technikum Mechaniczne w Nowym Targu. Następnie odbył zasadniczą służbę wojskową i został skierowany do Wyższej Szkoły Oficerskiej Wojsk Inżynieryjnych we Wrocławiu, którą ukończył w 1988. Zawodową służbę wojskową rozpoczął w 1 Brzeskim Pułku Saperów im. T. Kościuszki, obejmują dowodzenie plutonem. W 1990–1995 pełnił obowiązki dowódcy kompanii. Następnie kształcił się w Akademii Obrony Narodowej, uzyskując tytuł zawodowy magistra inżyniera (1995–1997). Objął później stanowisko starszego oficera operacyjnego w macierzystym pułku (1999–2000), aby zostać następnie skierowanym do służby szefa sekcji rozpoznawczej. W 2005 został wyznaczony na dowódcę polskiego kontyngentu w Afganistanie w ramach wojny afgańsko-amerykańskiej (krypt. Enduring Freedom).
W 2007 powrócił do kraju, obejmując dowództwo nad batalionem wsparcia inżynieryjnego w 1 Brygadzie Saperów w Brzegu. W 2008 został ponownie skierowany do Afganistanu, gdzie został asystentem szefa Sztabu Polskich Sił Zadaniowych. W maju 2009 powrócił z misji, kontynuując służbę na poprzednim stanowisku. W 2011 został zakwalifikowany do służby poza granicami kraju, pełniąc funkcje zastępcy szefa Departamentu Rozwoju Technicznego NATO w Bratysławie. Później został wyznaczony na stanowisko szefa wydziału szkolenia w Centrum Przygotowań do Misji Zagranicznych w Kielcach.
W sierpniu 2015 pełnił funkcję zastępcy 5 pułku inżynieryjnego w Szczecinie – Podjuchach. 12 marca 2018 został jego dowódcą. Od września 2019 służył w strukturach Wielonarodowego Korpusu Północno - Wschodniego w Szczecinie.

## Awanse
- podporucznik – 1988
- pułkownik – 2018

## Ordery i odznaczenia
- Gwiazda Afganistanu

- Złoty Medal „Siły Zbrojne w Służbie Ojczyzny”
- Srebrny Medal „Siły Zbrojne w Służbie Ojczyzny”
- Brązowy Medal „Siły Zbrojne w Służbie Ojczyzny”
- Złoty Medal „Za Zasługi dla Obronności Kraju”
- Srebrny Medal „Za Zasługi dla Obronności Kraju”
- Brązowy Medal „Za Zasługi dla Obronności Kraju”